# Karl Bollenrath
Karl Bollenrath (* 8. Juli 1911 in Mehring (Mosel); † 10. Dezember 1999) war Gründer und Dirigent der Winzerkapelle Mehring von 1932 bis 1990 sowie Begründer der Mehringer Winzerfestspiele. Er war auch Komponist, Arrangeur und Texter und förderte das moselländische Liedgut.
Er war Mitglied im Kreismusikverband Trier-Saarburg, im Landesmusikverband Rheinland-Pfalz und im Bundesmusikbeirat.
Für seine Verdienste um die Volksmusik und insbesondere für die moselländische Folklore wurde ihm im Jahre 1973 das Bundesverdienstkreuz am Bande verliehen.
Zu seinem 75. Geburtstag im Jahre 1986 erhielt er von der Gemeinde Mehring die Ehrenbürgerschaft.